# 연중 시기
연중 시기(영어: Ordinary Time, 라틴어: Per Annum)는 기독교의 절기로서, 성공회와 로마 가톨릭교회의 교회력에서 대림 시기, 성탄 시기, 사순 시기, 부활 시기를 제외한 특별한 그리스도의 신비를 기념하지는 않는 날들이다. 동방 정교회나 새로운 전례양식이 사용되기 전인 1970년 전에는 '주님 공현 후 시기', '성신 강림 후 시기'라고 해서 시기에 의미를 부여하지 않았다.
연중 시기는 주님 부활 대축일의 날짜에 따라 총 33주간이나 34주간으로 지내는데 33주간이 되는 연도에는 성령 강림 대축일 이후의 한 주간이 삭제되어 제9주간 또는 제10주간으로 시작해서 항상 제34주간 토요일에 연중 시기가 끝난다. 주님 세례 축일의 다음날부터 재의 수요일의 전날(팬케이크 데이)까지 약 4~8주간의 첫 번째 연중 시기를 지낸다. 보통 연중 시기 첫째 부분은 1월 둘째 월요일에 시작한다.
연중 시기 둘째 부분은 성령 강림 대축일 다음날(교회의 어머니 복되신 동정 마리아 기념일)부터 연중 제34주간 토요일(11월 26일 ~ 12월 2일 사이의 토요일이며 대림 제1주일 전날)까지 계속된다. 이 시기의 평일과 주일, 혼인 미사 등에는 사제가 녹색 제의를 입는다. 연중 시기 평일과 단체에게 특별한 주일에는 다른 전례시기와 달리 신심 미사나 신심 시간 전례가 자유롭게 허용된다. 연중 시기의 삼위일체 대축일, 그리스도의 성체 성혈 대축일, 예수 성심 대축일, 그리스도 왕 대축일을 제외한 주일에는 다른 전례시기와 다르게 장례 미사가 허용된다.